# Zhou Keqin
Zhou Keqin (xinès: 周克芹; pinyin: Zhōu Kèqín; Jianyang, 1937 - Chengdu, 1990) escriptor xinès, Premi Mao Dun de Literatura de l'any 1982 i considerat com un dels representants de la "Literatura de les cicatrius".

## Biografia
Zhou Keqin va néixer l'octubre de 1937 a Jianyang (província de Sichuan) a la Xina, en una família camperola i pobre.
Zhou es va graduar a l'Escola de Tecnologia Agrícola de Chengdu el 1958 i es va convertir en agricultor a la seva ciutat nata després va fer de mestre, comptable en un equip de producció, i posteriorment tècnic agrícola i líder de la comuna local.
Pocs anys després d'haver viscut la "Campanya de les Cent Flors" de Mao, Zhou va publicar el seu primer treball, "At the Wall" el 1963 i a partir d'aquí va publicar narracions curtes en diversos diaris. Finalitzat el període de la Revolució Cultural, el 1979 va completar la novel·la "许 茂 和 他 的 女儿 们" ("Xu Mao and His Daughters,") d'uns 200.000 caràcters de longitud, que, amb estil realista, representaven la vida d'una família de pagès en un poble desolat i reflectia els impactes de moltes polítiques rurals sobre la família, i a on descriu amb realisme el retrat d'un poble al llarg de la Revolució Cultural. Posteriorment va ser adaptada al cinema, la televisió i al teatre.
Per aquesta novel·la Zhou es va convertir en un escriptor de renom nacional a la Xina, i va ser considerada una de les més importants de la "literatura de les cicatrius".
El 1979 va ser traslladat a la Federació de Cercles Literaris i d'Art de Sichuan per treballar com a escriptor professional. El 1980 es va incorporar a la "Xina Writers Association". El 1985 es va convertir en membre del comitè del CPC de l'Associació d'Escriptors de Sichuan i el 1990 en secretari adjunt del CPC i vicepresident de l'Associació d'Escriptors de Sichuan, així com redactor en cap de Modern Writers, una revista mensual literària.
Va morir el 5 d'agost de 1990 a Chengdu (província de Sichuan), als 53 anys.

## Obres destacades
1963: 秋之惑 (A la vora del pou) relat publicat a la revista literària de Sichuan (秋之惑)
1973: 早行人 (El viatger del matí)
1978: 石家兄妹 (Germans i germanes de la família Shi)
1979: 许 茂 和 他 的 女儿 们 (Xu Mao i les seves filles) que va obtenir el Premi Mao Dun.
1990: 秋之惑 (Les incerteses de la tardor)